# Autonomní okresy v Číně

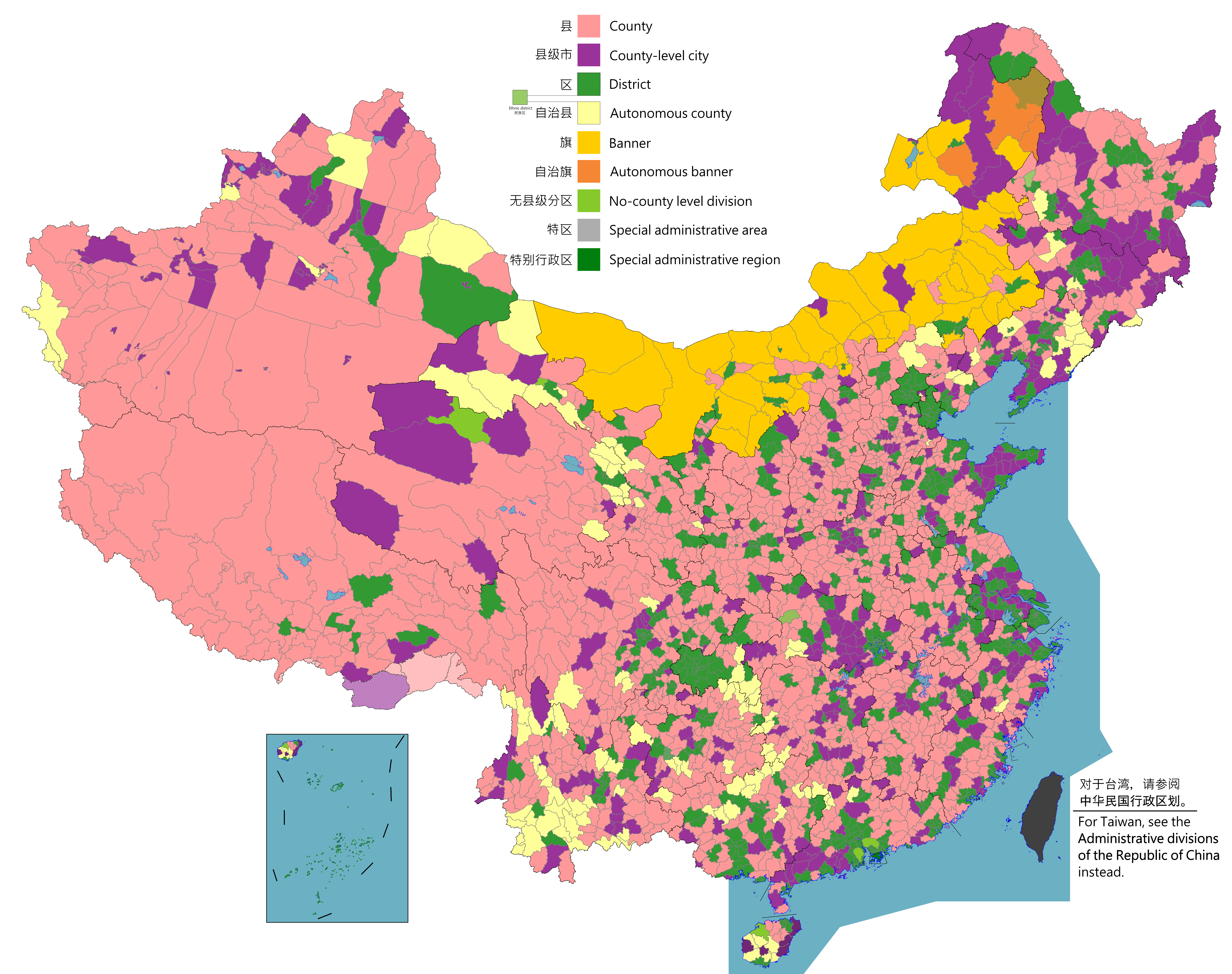
Dělení Čínské lidové republiky na okresní úrovni:
Okresy
Městské obvody
Městské okresy
Korouhve
Autonomní okresy
Autonomní korouhve
Správní výbor
Lesní obvod, zvláštní obvod; celky na nižší než okresní úrovni

Autonomní okres (čínsky v českém přepisu c’-č’-sien, pchin-jinem zìzhìxiàn, znaky zjednodušené 自治县, tradiční 自治縣) je administrativní jednotka Čínské lidové republiky na okresní úrovni. Její nadřazenou jednotkou je obvykle některá z městských prefektur, případně jiný celek na prefekturní úrovni. 
Autonomní okresy jsou vytvářeny v oblastech osídlených národnostními menšinami, které jsou uváděny v názvu, např. Jaoský autonomní okres Lien-nan v němž žijí Jaové, nebo Čuangský a jaoský autonomní okres Lien-šan v němž žijí Miaové a Jaové. Je-li menšin více než dvě, používá se formulace „autonomní okres různých národností“ (各族自治县 ke-cu c’-č’-sien), jako v případě Autonomního okresu různých národností Lung-šeng).
Ve Vnitřním Mongolsku jsou analogií autonomních okresů autonomní korouhve.
V letech 2005–2014 se počet autonomních okresů v ČLR neměnil, bylo jich 117, při současném snížení počtu celků okresní úrovně z 2862 na 2854.